# Mlýn Rohlov
Mlýn Rohlov (Rohlovský, Suchý, Nový, Klokanův) je bývalý mlýn v Praze 5-Holyni v ulici Rohlovská, který stojí v údolí v meandru Dalejského potoka na jeho levém břehu, jižně od železniční trati a poblíž železniční zastávky Praha-Holyně.

## Historie
Vodní mlýn o dvou kolech v Holyni je v křižovnických pramenech zmíněn již v 17. století. Nový mlýn je pak jmenovitě uváděn v literatuře z 19. století. Na indikační skice z roku 1840 bylo zachyceno jeho půdorysné členění - v jihovýchodní části dvora jsou zakreslena tři nevelká hospodářská stavení a na severním okraji dvora obdélná budova s kolmým východním křídlem s mlýnicí. U severního průčelí bylo umístěno jediné mlýnské kolo, náhon k němu vedl od západu přes protáhlou nádrž z potoka, do kterého se směrem k jihovýchodu opět vracel.
Z původního areálu se dochovalo pravděpodobně pouze drobné hospodářské stavení na jižní straně dvora. Ostatní budovy pocházejí zřejmě z poloviny 19. a 1. poloviny 20. století, například patrové obytné stavení se sedlovou střechou na severním okraji dvora, které má fasády členěné římsami a obdélnými okny s jednoduchými šambránami s lištou.